# Сенатор Российской Федерации
Сена́торы Росси́йской Федера́ции — представители всех субъектов Российской Федерации в Совете Федерации, верхней палате Федерального Собрания (парламента России).

## Правовые основы деятельности
Согласно части 2 статьи 95 Конституции Российской Федерации — в Совет Федерации входят по 2 представителя от каждого субъекта Российской Федерации: по одному от законодательного (представительного) и исполнительного органов государственной власти. Общее количество членов Совета Федерации часто меняется из-за объединений или вступлений регионов в состав Российской Федерации.
В части 2 статьи 96 Конституции РФ указывается, что порядок формирования устанавливается законом «О порядке формирования Совета Федерации Федерального Собрания Российской Федерации» (вступил в силу в декабре 2012 года). По нему, общие требования к кандидатам для наделения полномочиями члена Совета Федерации выглядят следующим образом:
- от 30 лет,
- безупречная репутация,
- 5 лет оседлости

Представителем от законодательного органа региона может быть только депутат этого органа. Кандидатуры вносятся председателем, фракцией или группой депутатов. Решение принимается большинством голосов от общего числа.
Представитель от исполнительного органа региона: кандидатура заранее определена. При выборах высшего должностного лица субъекта с ним идут в привязке три кандидатуры, в случае избрания одна из которых будет наделена полномочиями сенатора Российской Федерации. Решение о наделении принимается вновь избранным высшим должностным лицом субъекта Российской Федерации на следующий день после дня его вступления в должность указом (постановлением).

Важное новшество: исключается возможность досрочного отзыва сенатора по инициативе губернатора или законодательного собрания региона. Для досрочного прекращения полномочий члена Совета Федерации предусмотрены те же основания, что и для досрочного прекращения полномочий депутата Государственной Думы.
Председатель Совета Федерации направляет информацию о посещении сенатором пленарных заседаний, заседаний комитетов Совета Федерации в орган государственной власти субъекта (региона) России, избравшего (назначившего) члена Совета Федерации.
Ограничения:
- имеющий гражданство иностранного государства, либо вид на жительство или иной документ, подтверждающий право на постоянное проживание гражданина Российской Федерации на территории иностранного государства;
- признанный судом недееспособным или ограниченно дееспособным;
- содержащийся в местах лишения свободы по приговору суда;
- имеющий судимость за совершение тяжких и особо тяжких преступлений

Понятие «сенатор Российской Федерации» было введено в Конституцию Российской Федерации поправками, принятыми на голосовании 1 июля 2020 года. Де-факто это понятие использовалось и ранее (преимущественно в СМИ) и означало «член Совета Федерации». После внесения поправок понятие «член Совета Федерации» исключено из Конституции Российской Федерации (оставлено лишь в статьях 134 и 135, находящихся в неизменяемой главе 9).